# 斯科特·沃克
斯科特·凯文·沃克（英語：Scott Kevin Walker，1967年11月2日—），美国政治人物、共和黨人，曾任威斯康星州州长。

## 州长
2012年，沃克的反对者及民主黨对其及共和黨控制的州議會推行预算法案、强行限制公务员工會的集体谈判权等进行弹劾，要求罢免州长。沃克因此成为威斯康星州首位面临罢免选举的州长。
6月5日，沃克在罢免州长投票中以53%得票率获胜，成为美国史上第一个熬过罢免投票的州长。
沃克于2014年11月的中期選舉競選連任，最終以54%對46%，擊敗民主黨候選人，成功連任，第三次當選州長。他曾在2015年7月13日宣布參選2016年美國總統選舉，但在9月21日因低投票率與缺乏資金退選。